# Amy Sherman-Palladino
Amy Sherman-Palladino, nascida Amy Sherman (Los Angeles, 17 de janeiro de 1966), é uma roteirista e produtora de televisão estadunidense.
Trabalhou para a comédia Roseanne, mas é mais conhecida por ser a criadora e a produtora executiva de Gilmore Girls, uma comédia dramática do canal estadunidense The WB. Em 2017, foi lançada outra série de sua autoria, The Marvelous Mrs. Maisel, em colaboração novamente com Daniel Palladino.
Amy é casada com Daniel Palladino, que trabalhou em Gilmore Girls, The Marvelous Mrs. Maisel e como um roteirista em Family Guy.